# Албрехт V (Саксония-Лауенбург)
Вижте пояснителната страница за други личности с името Албрехт V.
Албрехт V фон Саксония-Лауенбург (на немски: Albrecht V von Sachsen-Lauenburg; * ок. 1335; † 1370) от род Аскани, е от 1356 до 1370 г. херцог на Саксония-Лауенбург (линията Бергедорф-Мьолн).

## Живот
Той е вторият син на херцог Албрехт IV фон Саксония-Лауенбург (1315 – 1344) и първата му съпруга Беата от Шверин († пр. 1341), дъщеря на Гунцелин VI, граф на Шверин, и Рихардис фон Текленбург. Брат е на Йохан III (ок. 1335 – 1356), херцог от 1344 г., и на Ерих III († 1401), първо домхер, херцог от 1370 г.
Албрехт V управлява частта Мьолн и Бергедорф и след ранната смърт на брат му Йохан III през 1356 г. поема управлението на херцогство Саксония-Лауенбург. Той има големи финансови задължения. През 1359 г., със съгласието на брат му Ерих, той продава Мьолн за 9737 ½ марки на ханзейския град Любек. През 1360 г. той взема пари от херцог Ерих II фон Саксония-Лауенбург като залага за сигурност дворец Бергедорф, където живее. Тези две залагания водят при Ерих IV и Ерих V до война между Любек и Хамбург и до загубата на тази половина от херцогството.
Липсата на пари кара Албрехт да помага на пътните крадци и дори да ги приютява дори в дворец Бергедорф. Затова околните градове се решават да завладеят дворец Бергедорф и да го разрушат. Този план не се осъществява, понеже Албрехт може да се разбере с градовете.
Албрехт V се жени на 25 януари 1366 г. за Катарина фон Верле-Гюстров († 17 декември 1402), дъщеря на Николаус III фон Верле-Гюстров и втората му съпруга Мехтхилд фон Холщайн-Пльон, дъщеря на граф Йохан III фон Холщайн-Кил. Бракът е бездетен.
Албрехт умира през 1370 г. и е наследен като херцог от брат му Ерих III.